# Đại chủng viện Thánh Giuse Hà Nội

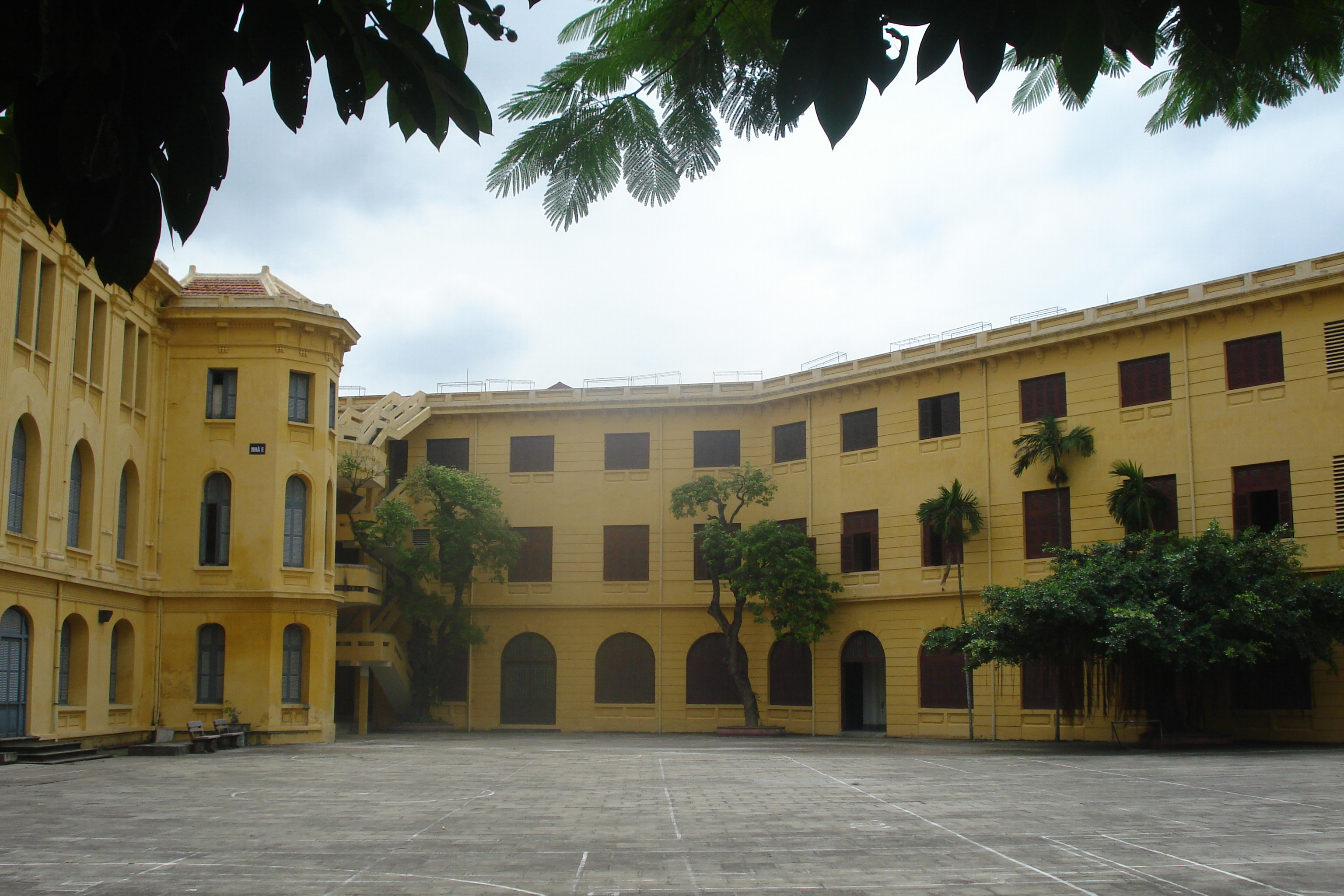
Cơ sở cũ của Đại chủng viện Thánh Giuse Hà Nội tại 40 phố Nhà Chung (năm 2008)

Đại chủng viện Thánh Giuse Hà Nội là một trong số 11 cơ sở đào tạo: 1 học viện, 9 chủng viện (Công giáo) và một chủng viện cơ sở II tại Việt Nam. Chủng viện đào tạo linh mục cho 8 giáo phận miền Bắc Việt Nam. Hiện nay Đại chủng viện Thánh Giuse Hà Nội nằm ở 13 đường Chế Lan Viên, phường Cổ Nhuế 2, quận Bắc Từ Liêm, thành phố Hà Nội. Giám đốc Đại chủng viện hiện nay là Linh mục Antôn Nguyễn Văn Thắng, Phó Giám đốc là Linh mục Giuse Nguyễn Văn Diễm

## Lịch sử
Đại Chủng viện Hà Nội hình thành sơ khởi ở Kẻ Vĩnh, Kẻ Non, rồi đến Kẻ Sở.
Năm 1932, Linh mục J. de Guébriant làm phép viên đá đầu tiên của Đại chủng viện ở Liễu Giai. Năm 1934, mở niên khoá đầu tiên.
Năm 1934, khi bắt đầu mở Đại chủng viện Xuân Bích ở Liễu Giai, Hà Nội, các lớp cuối cùng ở Kẻ Sở vẫn tiếp tục.
Ngày 19 tháng 12 năm 1946, kháng chiến chống Pháp bùng nổ, Đại chủng viện bị giải tán. Có một thời gian một số chủng sinh học chung ở ấp Thái Hà nay là dòng Chúa Cứu Thế Hà Nội.
Năm 1948, mở lại Đại chủng viện tại cơ sở cũ của "Tràng Thử" được xây dựng từ năm 1928 ở 40 phố Nhà Chung, Hà Nội. Linh mục chính Huy làm bề trên.
Năm 1949, Linh mục Gastine từ Pháp qua làm bề trên cho tới năm 1954.
Năm 1954 cơ sở lại trở thành Tiểu chủng viện Thánh Gioan với 198 chủng sinh, do linh mục Phạm Đình Tụng làm giám đốc.
Năm 1960 giải tán Tiểu chủng viện Thánh Gioan.
Sau 11 năm bỏ trống năm 1971 trở thành Đại chủng viện Thánh Giuse Hà Nội, do Tổng Giám mục phó Trịnh Văn Căn làm giám đốc.
Từ năm 2005, chính quyền Việt Nam cho phép tuyển sinh mỗi năm một lần.
Đại chủng viện Thánh Giuse Hà Nội có thêm một cơ sở ở số 13 đường Chế Lan Viên, phường Cổ Nhuế 2, quận Bắc Từ Liêm, thành phố Hà Nội (nằm phía sau nhà thờ Cổ Nhuế), về sau cơ sở này được chuyển thành cơ sở chính từ năm 2022. Sau đó, Đại chủng viện có thêm hai cơ sở tại 125 Trung Văn, Nam Từ Liêm, Hà Nội; và ở Tri Thủy, Phú Xuyên, Hà Nội.
Trong thời gian học tập các chủng sinh còn tham gia là công tác xã hội như thăm hỏi người đau yếu, các bệnh nhân phong cùi.

## Chú giải
1. ↑  "Hoạt động đào tạo của các Đại Chủng viện Công giáo ở Việt Nam". Ban Tôn giáo Chính phủ. {{Chú thích web}}: |url lưu trữ= cần |ngày lưu trữ= (trợ giúp)
2. ↑  "Bản sao đã lưu trữ". Bản gốc lưu trữ ngày 15 tháng 10 năm 2008. Truy cập ngày 25 tháng 9 năm 2008.
3. ↑  "Dai Chung Vien Ha Noi". Bản gốc lưu trữ ngày 3 tháng 3 năm 2016.
4. ↑  http://webhosting2.us/suspended.page/?action=shownews&category=&id=53&topicid=325%5B%5D